# (31525) Nickmiller
(31525) Nickmiller est un astéroïde de la ceinture principale.

## Description
(31525) Nickmiller est un astéroïde de la ceinture principale. Il fut découvert le 12 février 1999 à Socorro (Nouveau-Mexique) par le projet LINEAR. Il présente une orbite caractérisée par un demi-grand axe de 2,39 UA, une excentricité de 0,13 et une inclinaison de 6,1° par rapport à l'écliptique.

## Compléments